# Øresten
Øresten eller BPPV (Benign Paroxymal Positional Vertigo, da: godartet positionssvimmelhed) er den mest almindelige årsag til svimmelhed.
Ørestenssygdom skyldes, at små (1/1000 mm) kalkkrystaller eller sten – de såkaldte otholitter har løsrevet sig og flyder rundt i endolymfen i buegangssystemet.
Ved et anfald af øresten er der kommet otholitter (eller krystaller) fra ørestensorganet (utriculus) ud i en af ørets tre buegange. Løsrevne øresten kan enten flyde frit i buegangene (canalolithiasis) eller være fastsiddende i den ene ende af buegangene (cupulolithiasis). Ørestensorganerne er sanseorganer, der informerer om hovedets position.
Ørestenene har en større massefylde end endolymfe og skaber en stempeleffekt i buegangen, når de rutsjer rundt med hovedets bevægelser. Anfaldene kan triggers med hovedbevægelse i en bestemt retning og varer op til 2 min. Man kan få flere anfald efter hinanden, og de kan udløses såvel stående, siddende og liggende. Man kan have øresten i flere buegange samtidigt og i begge ører.
Ofte opdager patienten øresten, når han/hun vil rejse sig fra sengen. Her har otholitterne samlet sig, mens patienten ligger ned, og når patienten så rejser sig eller vender sig i sengen, vil otholitten vandre ud i en af ørets buegange, hyppigst den bageste (posterior).
En videnskabelig funderet introduktion til ørestenssygdom er publiceret af Jeremy Hornibrook.
Et anfald af øresten opleves ekstremt voldsomt for patienten, og skønt det er godartet, kan det være stærkt invaliderende. Anfaldet udløses af hovedbevægelser og beskrives ofte som at blive skubbet, slynget afsted eller som søsyge eller en karruseltur.
Ofte ses usikker og bredsporet gang. Endvidere findes nystagmus ved bestemte hovedbevægelser fx Dix-Hall pixe.
Ørestensanfald giver ofte anledning til faldulykker, og det kan være umuligt for patienten at rejse sig op under et anfald. Der er risiko for personskade i forbindelse med faldulykker/trafikulykker udløst af ørestensanfald. Der bør således udstedes køreforbud.

## Forekomst
Øresten er den hyppigst forekommende folkesygdom.
Op mod 85 % af befolkningen formodes, at udvikle øresten.
Ørestenssygdom er den mest almindelige årsag til svimmelhed.
20% af dem som generes af svimmelhed, har BPPV.  Sygdommen findes i alle aldre, men antallet af patienter med sygdommen stiger eksponentielt med alderen.

## Årsag
Traditionelt har man ikke søgt at kortlægge årsagen til øresten hos den enkelte patient.
Kendte årsager til øresten er:
-
Nogle øresygdomme prædisponerer for ørestenssygdom
Nyere forskning dokumenterer, at D-vitaminmangel/osteoporose disponerer for øresten
Hovedtraumer i særdeleshed med fraktur gennem indre øre disponerer for øresten også flere år efter traumet pga. strukturel læsion under traumet
Efter operation og/eller strålebehandling for hovedhalskræft kan der udvikles øresten

## Behandling
Ørestenssygdom kan ofte behandles ved bestemte repositionsøvelser, der tilstræber at hælde de løsrevne øresten ud af buegangssystemet (reponering).
Manøvrerne kan udføres af patienten selv og retter sig specifikt mod det sygdomsramte øre og den afficerede buegang - ofte den bageste, subsidiært den horisontale. 
Ved løse øresten i bageste buegang anvendes Epleys manøvre.
Ved løse øresten i horisontale buegang anvendes barbeque Roll (BBQ roll).
Der er lærerige instruksvideoer på YouTube, og det tilrådes, at man studerer en illustration af buegangene først for at få indsigt i buegangenes indbyrdes lejring.
Man kan tænke på repositionsmanøvrerne som, at man “fører små sten rundt i en hulahopring i en bestem position”.
Ved vanskelige tilfælde kan anvendes en video-nystagmografi til at identificere øre og buegang.
Den nu anerkendte ørenæsehalslæge John Epley har endvidere udviklet
Epley Omniax-stolen, der kan identificere og behandle de fleste typer øresten også de fastsiddende.
Hertil er der udviklet en nyere TRV-stol.
En avanceret TRV-stol er udviklet med henblik på en mere præcis og kontrolleret behandling.Fordelen ved TRV-stolen er, at den kan rotere 360 grader i tre planer og dermed behandle både løse-og fastsiddende øresten i alle tre buegange. Selv behandlingsresistente fastsiddende øresten kan ofte afhjælpes. 
Ledsagende kvalme og opkast behandles med anti-emetika.
Behandlingen af øresten har traditionelt været rettet mod anfald, og der har ikke været fokus på forebyggelse.
I perioder med øresten har patienten forbud mod at føre skib, fly, køretøj og cykle pga. trafiksikkerhed.
Fremtidige behandlingsmuligheder:
Der forskes i
stamcelleterapi og genterapi til behandling af ørestenssygdom.

## Prognose
Prognosen er generel god, men recidivraten er betydelig ca. 30% per år.
Nogle patienter har så svært behandlingsrefraktær ørestenssygdom, at ørelæger opgiver at afhjælpe ørestensanfaldene.
Det er hyppigt fastsiddende øresten, og øresten i de horisontale buegange, og det er her ikke ualmindeligt, at patienten har haft sygdommen i adskillige år. Der er eksempler på patienter, der har svært behandlingsrefraktære, fastsiddende øresten i 10 år.
Nogle patienter må opereres for øresten med “cementering” af en buegang.
Nyere forskning dokumenterer en gavnlig forebyggende effekt af at korrigere lavt D-vitaminniveau for nogle patienter.
Ved kraniebrud med fraktur gennem indre øre skal man være opmærksom på, at der kan udvikles øresten efter flere år.
Tidlig indsats med repositionsøvelser menes at have en gavnlig effekt på at undgå, at øresten bliver fastsiddende.
Nyere forskning tilsiger, at der kommer strukturelle læsioner lokalt i buegangene, der hvor ørestenene klæber til buegangene (ved fastsiddende øresten). De strukturelle læsioner er blivende.
Man ved endnu ikke, hvad der sker med ørestenene, når de er reponeret. Muligvis opløses de, men ifølge nye teorier sætter de sig måske bare er nyt sted, hvor de kan give forkerte informationer om tyngde/bevægelse.
Paradigmeskifte indenfor behandling:
Traditionelt har man opgivet, at behandle patienter med svær behandlingsrefraktær ørestenssygdom. Patienterne er endog blevet stigmatiseret.
Imidlertid viser det sig at være uberettiget.
Nogle ørenæsehalslæger har afvist at behandle patienter med nystagmus ved videonystagmografi (VNG), da de antog, at der var en tærskelværdi for nystagmus, der skulle opfyldes.
Med udviklingen af Epley behandlingsstolen har man klarlagt adskillige tidligere oversete subtyper af øresten.
Der er dog også en grænse for, hvor små mængder øresten, der kan detekteres i Epley/TRV, hvilket igen bevirker, at subtyper overses.
Hvis man ikke har undersøgt patienten for alle subtyper af øresten, kan man ikke afvise, at patienten har øresten.
Selv når man har undersøgt patienten, kan man få et falsk negativt respons. Nystagmus er et indirekte mål for øresten, og det kan være svært, at få ørestenene til at rutsje i buegangen ved alle forsøg på reponering, da ørestenene brækkes af i en klump, der vil samle sig og være fæstnet til buegangene.
Der er ikke en incitament struktur, der belønner langvarige behandlingsforløb af komplicerede patienter med betydelige strukturelle læsioner i buegangene sfa. bl.a. lav D-vitamin/ostoporose, ledsagende øresygdom. 
Derfor er det vigtigt, at patienterne gentager repositionsøvelserne, til de bliver symptomfri.

## Ekstern henvisning
- Hjemmeside ved Dr Timothy C. Hains og Dr Marcello Cherci.

- Benign positionel vertigo (BPPV) - sundhed.dk